# لیشتسه نووه
لیشتسه نووه (به لاتین: Lisice Nowe) یک روستا در لهستان است که در گمینا موخووو واقع شده‌است.